# Josef Spitzeder
Josef Spitzeder (* 1794 in Bonn; † 13. Dezember 1832 in München) war ein deutscher Theaterschauspieler und Opernsänger (Bass).

## Leben
Josef Spitzeder war ein Sohn des Sängers und Schauspielers Johann Baptist Spitzeder (1764–1842) aus dessen Ehe mit Agnes geb. Klein. Er trat zunächst als Schauspieler auf und wurde dann Schüler des Hofkapellmeisters Joseph Weigl in Wien. 1816 debütierte er dort als Opernsänger. Spitzeder war mehrere Jahre in Wien engagiert und beeindruckte vor allem durch seine Buffo-Partien. 1823 wurde er ans Königsstädtische Theater in Berlin engagiert. Er brillierte vor allem als „Papageno“ in Mozarts Zauberflöte. 1832 wurde er kurz vor seinem Tod an die Münchener Hofoper berufen. Neben Mozart gehörte auch Gioacchino Rossini zum Repertoire des Sängers. Er verstarb infolge eines Lungenleidens.

## Familie
Spitzeder heiratete am 22. Januar 1817 in Nürnberg die Sängerin und Mozart-Interpretin Henriette Spitzeder-Schüler (* 18. März 1800 in Dessau; † 30. November 1828 in Berlin), mit der er zehn Kinder hatte. Verwitwet ging er 1831 eine Ehe mit Betty Vio ein, mit der er eine skandalumwitterte Tochter hatte: die Schauspielerin und verurteilte Betrügerin Adele Spitzeder.